# Nguyễn Dương
Nguyễn Dương (sinh ngày 24 tháng 4 năm 1957) là diễn viên, đạo diễn phim truyền hình người Việt Nam. Ông được biết đến qua vai Minh trong Xóm nước đen, một số vở hài kịch của Trung tâm Vân Sơn và hàng chục bộ phim truyền hình, điển hình như Bên bờ hạnh phúc, Ông trùm, Bí mật tam giác vàng.

## Tiểu sử
Nguyễn Dương tên đầy đủ là Dương Thanh Hải (Danny Nguyen), sinh ngày 24 tháng 4 năm 1957, là con cả trong gia đình có 5 anh em; em trai Dương Thanh Sơn (Vân Sơn) và 3 em gái lần lượt là Dương Thanh Hà, Dương Thanh Tuyền (Kristine Truong) và Dương Thanh Tú (Julie Nguyen).
Gia đình Nguyễn Dương có một số người tham gia vào nghệ thuật như cậu ruột Nguyễn Chánh Tín, em con cậu khác là Johnny Trí Nguyễn và Charlie Nguyễn. Vợ của Nguyễn Dương là nghệ sĩ Thu Tuyết và con gái Nikki Nhật Vi cũng từng tham gia đóng phim tại Việt Nam.

## Sự nghiệp
Năm 1973, Nguyễn Dương theo học lớp diễn viên tại Trường Quốc gia Âm nhạc và Kịch nghệ Sài Gòn, tham gia một số vở kịch trên truyền hình. Sau giải phóng Miền Nam, ông hoạt động ở xí nghiệp cơ khí Chiến Thắng quận 5 giành được một giải thưởng; sau đó làm việc tại đoàn kịch Bông Hồng cùng vợ là nghệ sĩ Thu Tuyết trong 10 năm. Ban đầu Nguyễn Dương chuyên vào vai chính kịch, nhưng chỉ sau một lần bất đắc dĩ vào vai hài, ông trở thành một trong những gương mặt diễn viên hài được yêu thích những năm 1990 tại Thành phố Hồ Chí Minh (TP.HCM). Cuối những năm 1980 và đầu 1990, thu nhập gia đình không ổn định, vợ chồng Nguyễn Dương tự học thêm nghề lồng tiếng phim, công việc này sau đó theo họ đến khi hoạt động tại hải ngoại.
Nguyễn Dương tham gia chương trình Trong nhà ngoài phố của Đài Truyền hình Thành phố Hồ Chí Minh từ những ngày đầu đến năm 1997. Ông thành công với vở kịch Cầu hồn trong những năm 1980, trở thành kép chính và sau này tiếp tục thành công với vở kịch Đối mặt từ 1986. Đầu những năm 1990, Nguyễn Dương tham gia đóng một số phim, trong đó vai phản diện Minh Đen trong bộ phim truyền hình Xóm nước đen của đạo diễn Đỗ Phú Hải gây được ấn tượng mạnh tới khán giả, giúp ông thoát khỏi hình tượng các vai chính diện trước kia.
Năm 1997, khi sự nghiệp đang thăng hoa, Nguyễn Dương bất ngờ sang Mỹ định cư theo diện đoàn tụ gia đình.
Trong thời gian này Nguyễn Dương trở thành diễn viên hài của Trung tâm Vân Sơn cùng với việc lồng tiếng phim, ông đăng ký học lớp đạo diễn và kỹ xảo, sau đó vợ chồng ông mở trung tâm băng đĩa riêng tên Đại Dương, từng về nước hợp tác với Sài Gòn Vafaco và Trung tâm Băng nhạc Bến Thành làm phim Dòng đời oan trái dài 4 tập từ kịch bản Sông dài của Hà Triều, Hoa Phượng và phim video Người trong mơ.
Năm 2008, Nguyễn Dương trong kế hoạch về  nước nửa năm để tham gia sản xuất chương trình Táo quân của hãng phim Lasta, tổng giám đốc Trần Minh Tiến mời ông làm bộ phim dài tập Ngõ vắng. Tiếp theo đấy là liên tiếp các dự án phim dài tập Cổng mặt trời, 30 ngày làm cha khiến ông quyết định ở lại Việt Nam.
Trong 8 năm đầu trở lại Việt Nam, Nguyễn Dương đã sản xuất hơn 20 phim dài tập và hàng chục phim "điện ảnh truyền hình". Trong đó bộ phim Máu chảy về tim có sự tham gia của cả gia đình ông. 

## Đời tư
Nguyễn Dương kết hôn với nghệ sĩ Thu Tuyết -con gái nghệ nhân đánh trống Tám Sâm- hai người từng được biết đến khi đóng chung vở kịch Tiếng nổ lúc 0 giờ.
Hai người có một con gái là Dương Kim Ngân nghệ danh Nikki Dương Nhật Vi, cô theo gia đình sang Mỹ từ năm 7 tuổi, khi bố mẹ trở về Việt Nam thì cô vẫn theo học bên Mỹ. Sau khi về nước Nhật Vi tham gia đóng vai chính trong một số phim dài tập, trong số đó có những phim do Nguyễn Dương đạo diễn.

## Giải thưởng
- Trong thời gian làm việc tại Xí nghiệp cơ khí Chiến Thắng quận 5, ông đã đoạt Huy chương bạc cho tiết mục hợp ca và Huy chương vàng cho tiết mục đơn ca.[2]

- 2010 - Bông sen Bạc hạng mục Phim truyền hình nhiều tập - phim Ngõ vắng[8] Giải Cánh diều 2009
- 2011 - Giải Mai Vàng hạng mục Phim truyền hình được yêu thích - phim Cổng mặt trời.
- 2011 - Đề cử Giải Cánh diều cho phim truyện truyền hình - phim Cổng mặt trời
- 2012 - Giải Đạo diễn xuất sắc tại Liên hoan phim Cánh diều - phim Khát vọng thượng lưu.
- 2012 - Đề cử Giải Cánh diều hạng mục phim truyền hình - phim Khát vọng thượng lưu.
- 2024 - Đề cử Đạo diễn truyền hinh (Hội đồng nghệ thuật bình chọn) Giải thưởng Ngôi Sao Xanh - phim Bên bờ hạnh phúc[9]
- 2024 - Đề cử Nam diễn viên phụ xuất sắc Giải thưởng Ngôi Sao Xanh - phim Người thầm lặng[9]

## Tác phẩm

### Sân khấu
- Kịch: Cầu hôn (tác giả: A.P. Chekhov) (từ 1980)
- Kịch: Ánh đèn đêm (từ 1980)
- Kịch: Tiếng nổ lúc không giờ (từ 1980)
- Kịch: Phì Văn Cổn (từ 1980)
- Kịch: Đối mặt (từ 1986) vai Tướng cướp Lẫm / Hai băng giá
- Chuyện lề đường vai Sáu xích lô[10]
- Sân khấu Vân Sơn (1997-2008)
- Liveshow Nụ cười xuân của Hoài Linh
- Gameshow Giải mã cơ thể (HTV): Dẫn chương trình (từ tháng 6/2016)

### Phim video / điện ảnh
- 1979 : Lê Thị Hồng Gấm (đạo diễn Huy Thành)
- 2003 : Người trong mơ (video hài)
- Cuộc gặp gỡ bất ngờ
- Hạnh phúc ở quanh đây

### Phim truyền hình
| Năm  | Tựa đề                | Định dạng            | Vai trò              | Chú thích                              |
| ---- | --------------------- | -------------------- | -------------------- | -------------------------------------- |
| 1996 | Xóm nước đen          | 4 tập                | Diễn viên            | vai Minh đen                           |
| 2009 | Ngõ vắng              | Dài tập              | Đạo diễn             |                                        |
| 2010 | Cổng mặt trời         | Dài tập              | Đạo diễn             |                                        |
| 2010 | 30 ngày làm cha       | Dài tập              | Đạo diễn             |                                        |
| 2010 | Vua bếp               | 2 tập                | Đạo diễn             |                                        |
| 2011 | Khát vọng thượng lưu  | Dài tập              | Đạo diễn             | vai Ông Quốc                           |
| 2011 | Sự thật vô hình       | Dài tập              | Đạo diễn             |                                        |
| 2011 | Vợ tôi là số 1        | Dài tập              | Đạo diễn             | Kịch bản gốc: Queen Of Housewives (HQ) |
| 2012 | Lâu đài cát           | Dài tập              | Đạo diễn             | (dự án HTV2)                           |
| 2012 | Giấc mơ cỏ may        | Dài tập              | Đạo diễn             |                                        |
| 2013 | Ván bài tình yêu      | Dài tập              | Đạo diễn             |                                        |
| 2013 | Bí mật Tam giác vàng  | Dài tập              | Đạo diễn             |                                        |
| 2014 | Mùa sen cạn           |                      | Đạo diễn             |                                        |
| 2014 | Thầy đổi nghề         | Ngắn tập             | Đạo diễn             |                                        |
| 2014 | Phía sau sự thật      | Điện ảnh truyền hình | Đạo diễn             |                                        |
| 2014 | Rượu ngọt             | Điện ảnh truyền hình | Đạo diễn             |                                        |
| 2014 | Xin đừng quên         | Điện ảnh truyền hình | Đạo diễn             |                                        |
| 2014 | Khi yêu đừng vội      | Điện ảnh truyền hình | Đạo diễn             |                                        |
| 2014 | Ngày tình lên ngôi    | Điện ảnh truyền hình | Đạo diễn             |                                        |
| 2015 | Đôi mắt bồ câu        | Phim video           | Đạo diễn             |                                        |
| 2015 | Ông trùm              | Dài tập              | Đạo diễn / Diễn viên | vai Trương Hùng (Trí Tài)              |
| 2015 | Sương khói đồng hoang | Dài tập              | Đạo diễn             |                                        |
| 2016 | Hợp đồng định mệnh    | Dài tập              | Đạo diễn             |                                        |
| 2016 | Máu chảy về tim       | Dài tập              | Đạo diễn             |                                        |
| 2017 | Mặt nạ công lý        | Dài tập              | Đạo diễn             | [ 1 ]                                  |
| 2023 | Người thầm lặng       | Dài tập              | Đạo diễn / diễn viên | vai Ông Mã Tài                         |
| 2024 | Bên bờ hạnh phúc      | Dài tập              | Đạo diễn             |                                        |
| 2025 | Yêu lần nữa           | Dài tập              | Đạo diễn             |                                        |
| 2025 | Chiếc vòng ngọc bích  | Dài tập              | Đạo diễn             |                                        |